# John Stewart (truyện tranh)
John Stewart, một Green Lantern, là một siêu anh hùng hư cấu xuất hiện trong truyện tranh của Mỹ được công bố bởi DC Comics và là siêu anh hùng da đen đầu tiên xuất hiện trong DC Comics. Nhân vật được tạo ra bởi Dennis O'Neil và Neal Adams, lần đầu tiên xuất hiện trong Green Lantern vol. 2, #87 (tháng 12 năm 1971).